# کوئن-له-کووری
کوئن-له-کووری (به فرانسوی: Coin-lès-Cuvry) یک کمون در فرانسه است که در Canton of Verny واقع شده‌است.

## خصوصیات
کوئن-له-کووری ۶٫۶۵ کیلومترمربع مساحت و ۶۶۷ نفر جمعیت دارد و ۱۷۰ متر بالاتر از سطح دریا واقع شده‌است.